# João da Silva Machado
João da Silva Machado, barão com grandeza de Antonina, (Taquari, 11 de junho de 1782 — São Paulo, 19 de março de 1875) foi um político, catequizador, militar e grande agropecuarista brasileiro. Foi o grande criador do hoje estado do Paraná, na época, parte pertencente ao estado de São Paulo.

## Biografia
Filho de Manuel da Silva Jorge e Antônia Maria de Bittencourt, e irmão de Francisco de Paula e Silva, barão de Ibicuí. Começou sua vida como tropeiro e atingiu, em 1816, a patente de sargento-mor de Ordenanças de Vila Nova do Príncipe, São Paulo. Em 1822, tomou a seu cargo a conservação da Estrada da Mata, entre São Paulo e Rio Grande do Sul.
Foi responsável pela construção de diversas estradas, mandou explorar os rios Tibaji e Paranapanema, criou duas reservas indígenas, uma às margens do Rio Verde e outra em Itarará. Fundou as povoações de Jataí, São Jerônimo e outras.

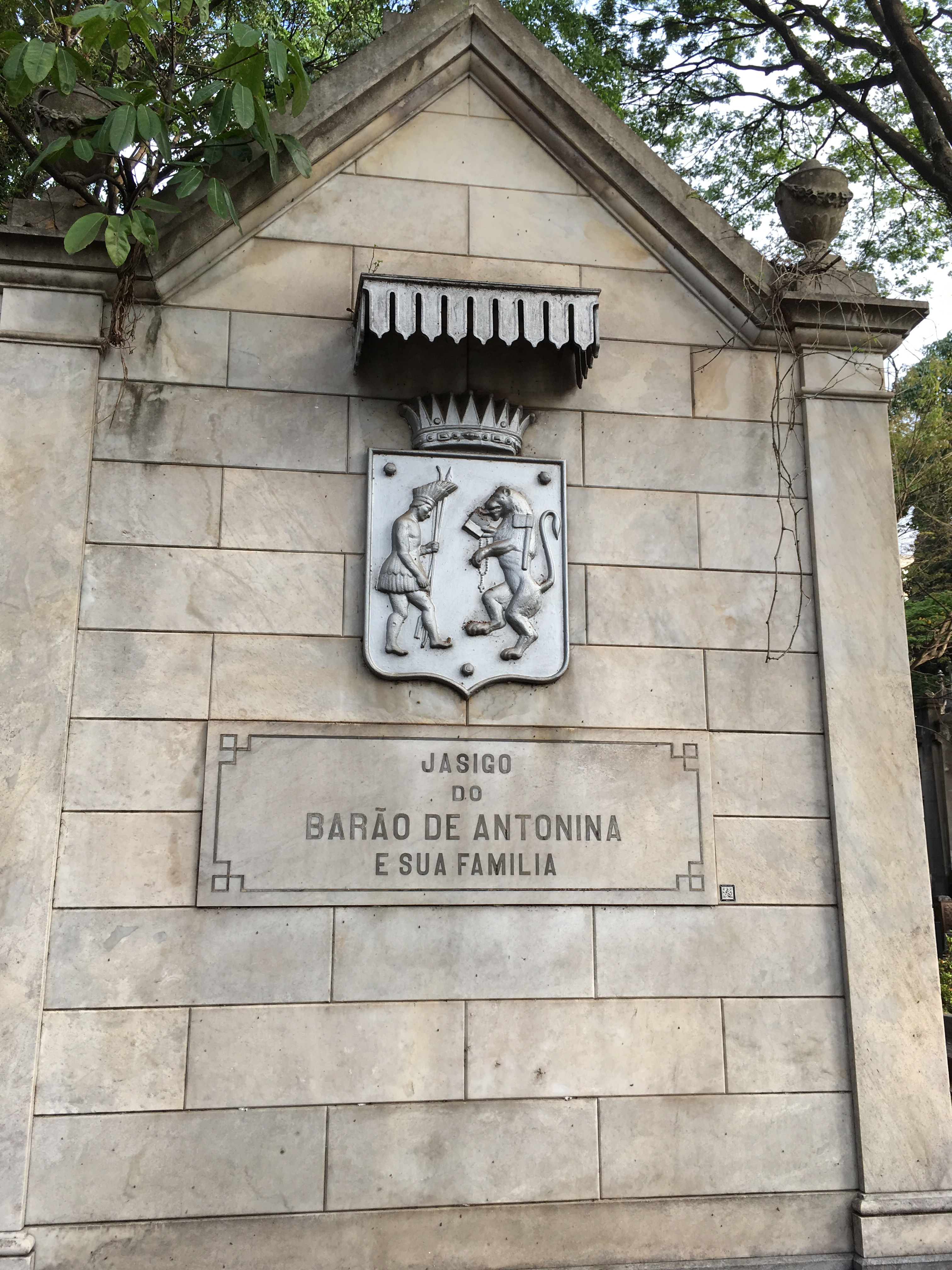
Mausoléu do Barão de Antonina no Cemitério da Consolação

Foi tenente-coronel de milícias e coronel honorário do exército brasileiro.
Foi deputado provincial de 1835 a 1843 por São Paulo, vice-presidente de província de São Paulo e, quando criada a província do Paraná, foi por ela senador, entre 1854 a 1875.
Foi um tradicional morador do Bairro da Luz, em São Paulo, em sua chácara na Rua Florêncio de Abreu.
Faleceu na capital paulista, tendo sido sepultado no Cemitério da Consolação, em capela em mármore carrara século XIX, com brasão de armas em bronze, tombada pelo CONDEPHAAT. Ao falecer deixou numerosa descendência, contando na ocasião com três filhas, 23 netos e 28 bisnetos.

### Descendência
Teve cinco filhas: ⁣
- Maria Antônia (Castro, 1815 — São Paulo, 1902), que se casou com o tenente-coronel Mariano José da Cunha Ramos.
- Francisca de Paula  (1815), que se casou com Capitão Joaquim da Silva Prado.
- Balbina Alexandrina, que se casou com Luís Pereira de Campos Vergueiro, filho de Nicolau Pereira de Campos Vergueiro e de Maria Angélica Andrade de Vasconcellos.
- Ana, que se casou com Fidêncio Nepomuceno Prates.
- Inocência Júlia (1836–1888), que se casou com Fidêncio Nepomuceno Prates, pais de Eduardo da Silva Prates, primeiro conde de Prates.

## Homenagens recebidas
- Grande do Império
- Grande dignitário da Imperial Ordem da Rosa
- Oficial da Imperial Ordem do Cruzeiro
- Fidalgo da Casa Imperial
- Sócio do Instituto Histórico e Geográfico Brasileiro
- Nome de uma rua, na cidade de São Paulo[4]
- Nome de uma rua, na cidade de Curitiba, Paraná
- Nome de uma escola, na sua cidade natal, Taquari, Rio Grande do Sul
- Barão de Antonina, município de São Paulo, situado no Sudoeste do Estado de São Paulo, que se iniciou quando João da Silva Machado, Barão de Antonina, fez a doação dessa área ao Governo do Estado, de modo que este a destinasse aos índios existentes na região. Tendo, porém, os silvícolas se retirado para o município de Bauru, o Governo permutou estas terras, pelas quais estavam ocupando. A área liberada foi reservada à Fundação de um núcleo Colonial, o qual recebeu a denominação de Núcleo Colonial Barão de Antonina.*

### Barão de Antonina
Título de barão de Antonina conferido por decreto imperial em 11 de setembro de 1843, por D. Pedro II, e grandezas recebidas em 13 de agosto de 1860.

### Armas
Em 17 de setembro de 1859, foram-lhe concedidas as seguintes armas:
- Em campo de prata, um leão púrpura armado de vermelho tendo na garra dextra um catecismo e um rosário de ouro, e na espádua um machado do mesmo metal; acompanhado, à direita, de um índio ao natural, virado para a esquerda, depondo as armas, que são de ouro. Coroa: a de Conde.(Registrado no Cartório da Nobreza — Livro VI, Fls. 41).